# Načelo ekvivalentnosti
Načêlo ekvivaléntnosti (tudi načêlo ekvivalénce) je v fiziki splošne teorije relativnosti en od več povezanih konceptov, ki obravnava enakost med težnostno in vztrajnostno maso, ter Einsteinovo trditev, da je gravitacijska »sila«, ki jo izkusimo krajevno, če stojimo na masivnem telesu (kot je npr. Zemlja), dejansko enaka navidezni sili, ki jo izkusi opazovalec v neinercialnem (pospešenem) opazovalnem sistemu.